# Honduras en los Juegos Paralímpicos de París 2024
Honduras estuvo representado en los Juegos Paralímpicos de París 2024 por un deportista masculino. El equipo paralímpico hondureño no obtuvo ninguna medalla en estos Juegos.